# Thomas Burgherr

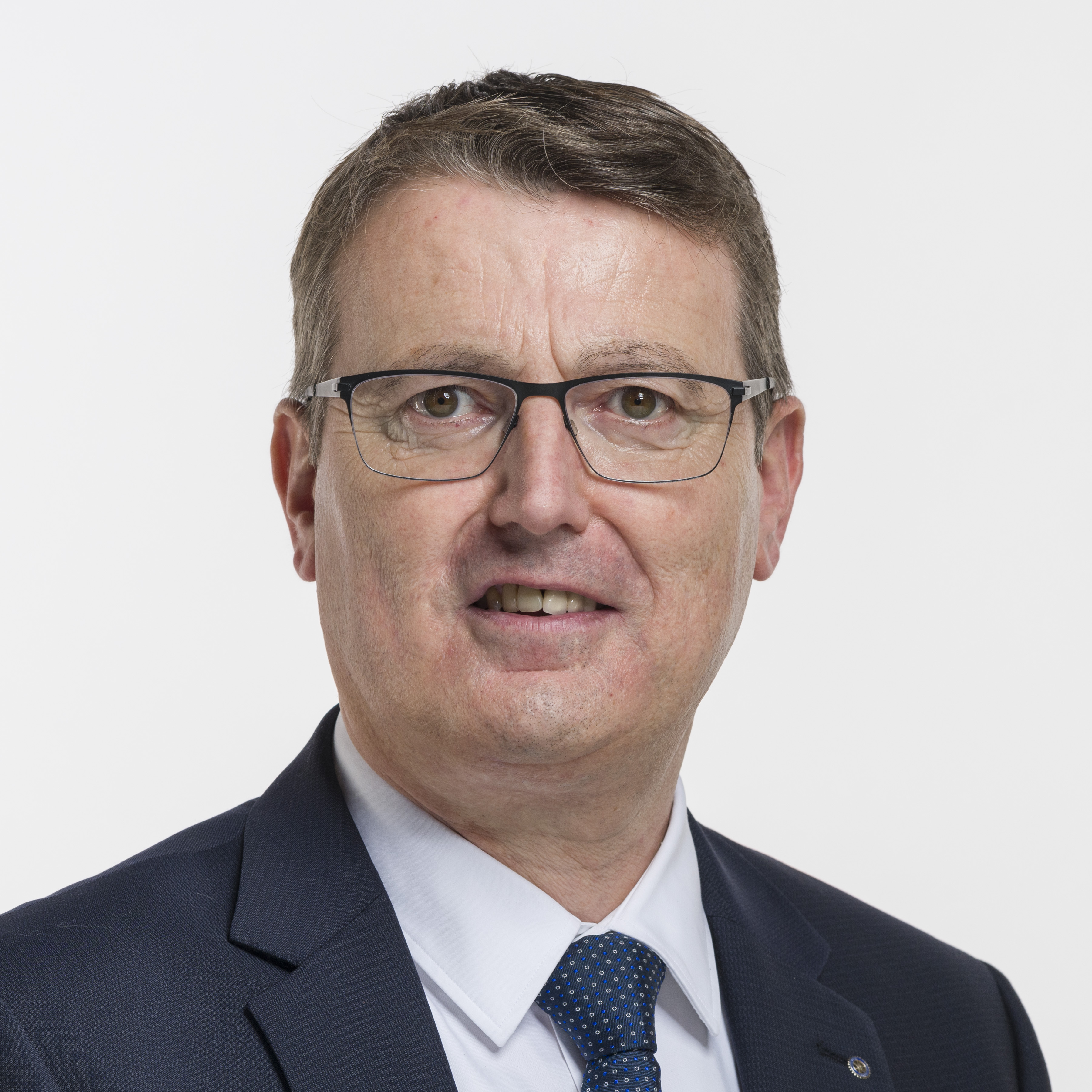
Thomas Burgherr, 2019

Thomas Burgherr (* 1. August 1962 in Zofingen; heimatberechtigt in Schmiedrued) ist ein Schweizer Politiker (SVP) und Unternehmer.

## Leben und Beruf
Nach dem Besuch der Primarschule in Wiliberg und der Bezirksschule in Reitnau absolvierte Burgherr eine Lehre als Zimmermann. Er machte später die Meisterprüfung als Zimmermeister. Er ist Geschäftsführer, Eigentümer und Verwaltungsratspräsident der Burgherr Moosersäge AG, eines Familienunternehmens mit langer Tradition, das seit 1866 einen Holzbaubetrieb und Holzhandel betreibt. Das Rundholz bezieht sie ausschliesslich aus den umliegenden Gemeinden. Somit zählt die Burgherr Moosersäge AG in der Region zu den führenden Anbietern für Holzbauarbeiten in den Bereichen Tragkonstruktionen, Neu- und Umbauten, Sanierungen, Innenausbau, Dämmungen und Treppenbau. Die Firma wird heute in der 5. Generation geführt durch Geschäftsinhaber Thomas Burgherr und Betriebsleiter Thomas Kissling.
Thomas Burgherr ist Präsident des Vereins «tunAargau». Der Verein, den es bereits in einigen Kantonen der Schweiz gibt, will Kinder und Jugendliche von 6 bis 13 Jahren für technische und naturwissenschaftliche Berufe sensibilisieren. Die Kinder und Jugendlichen werden im Rahmen einer Erlebnisschau in ein Forscherlabor und eine Erlebniswerkstatt eingeladen. Der Trägerverein «tunAargau» ist eine private Initiative von Industrie, Handel und Gewerbe und wird von der Fachhochschule Nordwestschweiz unterstützt.

## Politische Laufbahn
Von 1992 bis 2000 war er Vizeammann in der Gemeinde Wiliberg. 1997 wurde er ins Parlament des Kantons Aargau (Grossrat) gewählt und war dort zuerst in den Kommissionen Bildung, Kultur und Sport (bis 2005) und Fachhochschule (bis 2001) tätig. Zwischen 2005 und 2009 war er Kommissionspräsident der Geschäftsprüfungskommission. Ab 2009 war er Mitglied in der Kommission für Volkswirtschaft und Abgaben. Von 2012 bis 2020 war er Präsident der SVP Aargau, sein Nachfolger wurde Nationalrat Andreas Glarner. Im Oktober 2015 wurde er in den Nationalrat gewählt und ist seitdem Mitglied der Staatspolitischen Kommission.